# Copa Telcel 2013
La Copa Telcel 2013 fue un torneo amistoso del fútbol mexicano previo al inicio del Torneo Apertura 2013 de la Liga MX. Se disputó entre el 26 y 29 de junio de ese año en la ciudad de León, Guanajuato, México. En el participaron el Club León, el CF Pachuca, el Puebla FC y el club O'Higgins de Chile como invitado. 
El campeón fue el León al vencer en la final por 4-3 al Pachuca en la tanda de penales.

## Información de los equipos
| Equipo    | Entrenador        | Estadio     | Ciudad                     |
| --------- | ----------------- | ----------- | -------------------------- |
| León      | Gustavo Matosas   | Nou Camp    | León de los Aldama, México |
| Pachuca   | Enrique Meza      | Hidalgo     | Pachuca de Soto, México    |
| Puebla    | Rubén Omar Romano | Cuauhtémoc  | Puebla de Zaragoza, México |
| O'Higgins | Eduardo Berizzo   | El Teniente | Rancagua, Chile            |

## Partidos
|  | Semifinales       | Semifinales       |   |                   | Final             | Final |  |
|  |                   |                   |   |                   |                   |       |  |
|  |                   |                   |   |                   |                   |       |  |
|  | León, 26 de junio |                   |   |                   |                   |       |  |
|  | Pachuca           | 2                 |   |                   |                   |       |  |
|  | Puebla            | 0                 |   |                   |                   |       |  |
|  |                   |                   |   |                   |                   |       |  |
|  |                   |                   |   |                   | León, 29 de junio |       |  |
|  |                   |                   |   |                   | León (4:3 p)      | 1     |  |
|  |                   | Pachuca           | 1 |                   |                   |       |  |
|  |                   |                   |   |                   |                   |       |  |
|  |                   |                   |   |                   |                   |       |  |
|  |                   |                   |   |                   | Tercer lugar      |       |  |
|  | León, 26 de junio | León, 26 de junio |   | León, 29 de junio | León, 29 de junio |       |  |
|  | León              | 3                 |   | Puebla            | 0                 |       |  |
|  | O'Higgins         | 2                 |   |                   | O'Higgins         | 2     |  |

### Semifinales
| 26 de junio de 2013 | Pachuca | 2:0 | Puebla | Estadio Nou Camp, León |  |

| 26 de junio de 2013 | León | 3:2 | O'Higgins | Estadio Nou Camp, León |  |

### Tercer lugar
| 29 de junio de 2013 | Puebla | 0:2 | O'Higgins | Estadio Nou Camp, León |  |

### Final
| 29 de junio de 2013 | León | (4) 1:1 (3) | Pachuca | Estadio Nou Camp, León |  |

|                             |
| Campeón Club León 1° título |